# Artur Jusupov
Artur Majakovič Jusupov (in russo Артур Маякович Юсупов?; Mosca, 13 febbraio 1960) è uno scacchista russo, sovietico fino al 1992, Grande maestro.

## Biografia
Imparò a giocare a scacchi all'età di sei anni e frequentò il Palazzo dei giovani pionieri di Mosca. Sotto la guida del Maestro Internazionale Mark Dvoretskij nel 1977 vinse a Innsbruck il campionato del mondo juniores e l'anno successivo ottenne all'età di 18 anni il titolo di Grande Maestro.
Raggiunse il massimo rating Elo in luglio 1995, con 2680 punti.
Jusupov partecipò diverse volte alle selezioni per il campionato del mondo di scacchi, raggiungendo tre volte la semifinale del torneo dei candidati (nel 1986 fu eliminato da Andrej Sokolov, nel 1989 da Anatolij Karpov e nel 1992 da Jan Timman).
Partecipò a dieci olimpiadi degli scacchi, cinque volte con l'Unione Sovietica e cinque con la Germania, ottenendo il risultato complessivo di +37 =64 –6 (64,5 %). Vinse cinque ori e un argento di squadra e un oro e un argento individuali.
Tra i principali risultati di torneo:
- 1979 : 2º dietro a Juchym Petrovyč Heller nel campionato sovietico di Minsk
- 1980 : 1º a Esbjerg
- 1982 : 1º a Erevan
- 1983 : 4º al Torneo di Linares
- 1985 : 1º nel torneo interzonale di Tunisi; =1º con Vahanyan e Sokolov nel torneo dei candidati di Montpellier (Cat. XVI)
- 1986 : 1º nel "Canadian Open Championship"
- 1988 : 3º al torneo di Linares
- 1991 : 1º ad Amburgo
- 1994 : 1º ad Amsterdam e a Horgen (Cat. XVIII)
- 2002 : =1º nel World Open di Filadelfia
- 2005 : 1º nel torneo rapid di Basilea; 1º nel campionato tedesco di Altenkirchen

Jusupov è considerato il massimo esperto mondiale della difesa russa e scrisse nel 1999 un libro su tale apertura.
Nel 1991 si trasferì in Germania e vive da allora in tale paese. In collaborazione con il suo maestro ed amico Dvoretskij, aprì negli anni novanta una scuola di scacchi che formò giocatori come Peter Svidler, Aleksej Aleksandrov, Sergey Movsesyan e Vadim Zvjagincev.